# 卡斯特拉纳-格罗泰
卡斯特拉纳-格罗泰（義大利語：Castellana Grotte）是意大利普利亚大区巴里省的一个市镇。总面积67.96平方公里，人口19292人，人口密度283.9人/平方公里（2009年）。ISTAT代码为072017。